# Ian Khama
General pukovnik Seretse Ian Khama (27. veljače 1953.), 4. predsjednik Bocvane i poglavica plemena Bamangwato.
Otac mu je bio Seretse Khama, poznati političar i državnik, vođa pokreta za nezavisnost, a majka Ruth Williams Khama, bivša prva dama.
Do 31. ožujka 1998. godine bio je vojnik, a obrazovanje je stekao na vojnoj aklademiji Sandhurst u Velikoj Britaniji.
Nakon što je istekao mandat predsjedniku Masiri, kada je predsjednik Mogae izabran, Khama je postao potpredsjednik. No, kako nije bio član Nacionalne skupštine, nije mogao preuzeti položaj. Nakon održanih izbora na sjeveru Serowea, postao je potpredsjednik Bocvane. Primopredaja vlasti održana je 1. travnja 2008. Idući izbori su 2009.godine.
Također je bio jedno vrijeme i ministar za predsjedničke poslove i javnu upravu, ali je nakon odlaska na jednogodišnji dopust zamijenjen. Postao je član Glavnog odbora DSB-a, a uskoro i predsjednik stranke na izbornom kongresu 2003. godine. U ambicijama za predsjednički položaj podupro ga je i predsjednik Mogae.
Kvalificirani je pilot. Nije oženjen.